# Çekerek (Yozgat)
Pour les articles homonymes, voir Çekerek.
Çekerek est une ville et un district de la province de Yozgat dans la région de l'Anatolie centrale en Turquie.